# Endospermum myrmecophilum
Endospermum myrmecophilum là một loài thực vật có hoa trong họ Đại kích. Loài này được L.S.Sm. mô tả khoa học đầu tiên năm 1947.